# Видослов
Видослов је саборник Епархије захумско-херцеговачке и приморске који излази од 1993.
Часопис је у манастиру Тврдош покренуо тадашњи епископ Атанасије (Јевтић) и благословио га. Видослов излази три пута годишње, о Божићу, Васкрсу и Преображењу. Од почетка излажења до данас није изостало објављивање ниједног броја. У првим бројевима су прегалаштвом епископа Атанасија објављивани драгоцјени преводи светоотачких текстова и савременог богословља, а била су праћена и актуелна збивања у тада страдалној Херцеговачкој епархији.
Данас је то часопис са сарадницима у Епархији захумско-херцеговачкој и приморској, богословским факултетима у Београду и Фочи (Србињу) и студентима постдипломцима и докторандима у неколико европских земаља, који се труде да Видослову понуде најбоље текстове из области теологије, филозофије и умјетности. И даље се у часопису прате збивања у Епархији захумско-херцеговачкој и приморској. Сваки број је тематски илустрован дјелима црквене и лијепе свјетовне умјетности.